# Legge delle guarentigie
La legge delle guarentigie è un atto normativo del Regno d'Italia, promulgato il 13 maggio 1871, che regolò i rapporti tra Stato italiano e Santa Sede fino al 1929, quando furono conclusi i Patti Lateranensi.

## Storia

### Genesi della legge
All'indomani della presa di Roma (1870) e dell'insediamento del governo italiano nell'Urbe, il ministro di Grazia, Giustizia e Culti del governo Lanza, Matteo Raeli, ebbe l'incarico di redigere una legge per disciplinare i rapporti tra il Regno d'Italia e la Santa Sede, che venne per brevità definita «legge delle guarentigie» (garanzie) e che fu licenziata dal parlamento il 13 maggio 1871, con il n.214 e con il titolo Legge sulle prerogative del Sommo Pontefice e della Santa Sede, e sulle relazioni dello Stato con la Chiesa.
La legge constava di diciannove articoli e si divideva in due parti.
La prima riguardava le prerogative del Pontefice a cui venivano garantite l'inviolabilità della persona, gli onori sovrani, il diritto di avere al proprio servizio guardie armate. Gli erano concessi in diritto di godimento i Palazzi Apostolici, Vaticano e Lateranense, con gli edifici, i giardini e i terreni annessi e dipendenti, nonché la villa di Castel Gandolfo; il diritto di godimento era esteso alle collezioni di opere d'arte e di antichità e alle biblioteche; tutti questi beni, mobili e immobili, erano dichiarati inalienabili ed esenti da pubblici gravami ed espropriazioni; si assicuravano la libertà di comunicazioni postali e telegrafiche e il diritto di rappresentanza diplomatica. Infine, con l'articolo 4 si accordava alla Santa Sede una dotazione annua di 3 225 000 lire (pari a circa 15,7 milioni di euro del 2021); la dotazione era iscritta nel gran libro del debito pubblico come rendita perpetua e inalienabile, esente da ogni tributo e non diminuibile.
La seconda parte regolava i rapporti fra Stato e Chiesa cattolica, garantendo a entrambi la massima pacifica indipendenza; inoltre al clero veniva riconosciuta illimitata libertà di riunione e i vescovi erano esentati dal giuramento al Re.

### Reazione della Santa Sede
Al momento dell'approvazione della legge, lo Stato italiano e la Santa Sede non avevano rapporti bilaterali;
Pio IX, che si era chiuso nei palazzi vaticani dichiarandosi prigioniero politico in seguito alla breccia di Porta Pia, considerò le norme un atto unilaterale dello Stato italiano e pertanto lo dichiarò inaccettabile. Il 15 maggio 1871, ovvero due giorni dopo l'approvazione della legge, il pontefice pubblicò l'enciclica "Ubi Nos", con la quale veniva ribadito che il potere spirituale non poteva essere considerato disgiuntamente da quello temporale. La legge, inoltre, incontrò l'opposizione tanto dei clericali quanto dei giurisdizionalisti (i quali, però, riuscirono a strappare qualche concessione, giacché i beni riconosciuti in godimento al Pontefice rimanevano comunque parte dei beni indisponibili dello Stato italiano), anche perché conservò il placet governativo sulle nomine dei vescovi, dei parroci e, in genere, di tutti gli uffici ecclesiastici, eccetto quelli delle diocesi di Roma e delle sedi suburbicarie.  
All'intransigenza di Pio IX, che definì la legge un "mostruoso prodotto della giurisprudenza rivoluzionaria", lo Stato rispose con altrettanta intransigenza, sollecitato dalla sinistra (ispirata ai principi dell'anticlericalismo) la quale ottenne che fossero soppresse tutte le facoltà di Teologia dalle università italiane e che i seminari fossero sottoposti a controllo statale.
I rapporti Chiesa-Stato italiano andarono peggiorando quando, nel 1874, la Curia romana giunse a vietare esplicitamente ai cattolici, con la formula del "non expedit" ("non conviene"), la partecipazione alla vita politica. Nel 1905, un’ala del parlamento italiano riteneva che giacché fin dal 1871 la Santa Sede si era rifiutata d'incassare la dotazione annua, questa era andata incontro alla prescrizione trentennale. Ma i giuristi cattolici dell’epoca e, soprattutto, il gesuita P. Salvatore Brandi e Mons. Nazareno Patrizi, diedero vita ad una serie di pubblicazioni di diritto pubblico in favore della Santa Sede. 

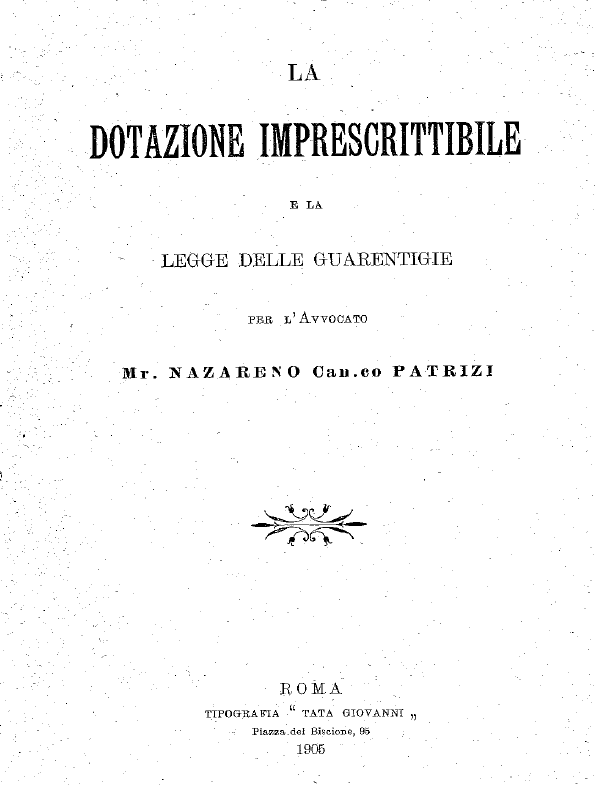
N. Patrizi, La dotazione imprescrittibile e la legge delle guarentigie, Roma 1905 (frontespizio).

Mons. Nazareno Patrizi, nel suo La dotazione imprescrittibile e la legge delle guarentigie, un testo commissionatogli da Pio X, per tramite dello stesso padre Salvatore Brandi, espose la necessità delle guarentigie come dovere non solo legale, ma morale del governo italiano nei confronti del Romano Pontefice, al quale erano stati tolti i beni della stessa Santa Sede, che amministrava e nella quale egli per la natura stessa del suo incarico s'immedesima. Il governo italiano non tenne conto delle istanze dei parlamentari e continuò a erogare la dotazione annua. La situazione si sarebbe definitivamente risolta con la stipulazione del Concordato tra S. Sede ed Italia.
Nell'età giolittiana il divieto di votare sarebbe stato eliminato progressivamente, fino al completo rientro dei cattolici "come elettori e come eletti" nella vita politica italiana, ad opera di Benedetto XV in occasione delle elezioni del 1919.
In questo senso il Parlamento intese fare concessioni che però potevano essere revocate in qualsiasi momento.

### Considerazioni di Giovanni Giolitti
Giovanni Giolitti vedeva nella legge Visconti Venosta e di Bonghi «il non plus ultra della perfezione giuridica, il massimo dell'equilibrio e del realismo: uno strumento che consentiva di evitare ritorni clericali come ondate anticlericali, (...). Legge, quella delle guarentigie, che rispecchiava il senso del liberalismo da cui Giolitti era animato, il senso concreto e operoso della storia come soluzione di problemi e non come fissazione di mete, della storia come paziente ricerca di compromessi e non come antologia di conquiste, della storia saggia e canuta dove un anno vuoto vale più di un anno di sciagure, dove un nodo sciolto vale più di un'imposizione forzosa, dove un onesto incontro a mezza strada prevale su un'ostentata e malsicura vittoria».